# José Colomer
José Colomer Rivas, född 10 juni 1935 i Terrassa, död 24 januari 2013 i Terrassa, var en spansk landhockeyspelare.
Colomer blev olympisk bronsmedaljör i landhockey vid sommarspelen 1960 i Rom.